# 큰기러기
큰기러기는 기러기목 오리과의 조류이다. 검은색 부리에 주황색 띠가 있다. 몸 윗면은 어두운 갈색이며, 몸 아랫면은 연한 회갈색이다.

## 분포
하천, 하구, 저수지, 농경지, 개활지 등에서 서식한다. 유럽 북부에서 시베리아 동북부에 이르는 타이가와 툰드라 지역에서 번식하며, 유럽 중부와 남부, 아시아 남서부, 중위도 지역 등에서 월동한다.대한민국에서는 흔한 겨울철새이지만 멸종위기 야생생물 2급으로 지정되어 있다.